# 흐름 제어
데이터 통신에서 흐름 제어(flow control)는 더 빠른 송신자가 느린 수신자를 제압하지 못하도록 두 노드 간 데이터 전송 속도를 관리하는 과정이다. 수신 노드가 전송 노드의 데이터에 제압되지 않도록 수신자가 전송 속도를 제어할 수 있는 매커니즘을 제공한다. 흐름 제어는 혼잡이 실제로 발생할 때 데이터의 흐름을 통제하기 위해 사용되는 혼잡 제어와는 구별된다.

## 같이 보기
- 혼잡 제어
- 핸드셰이킹